# Trollius
Trollius is een geslacht van overblijvende planten uit de ranonkelfamilie (Ranunculaceae), verspreid over de gematigde streken van het noordelijk halfrond. De enige in Europa voorkomende soort is de Europese trollius (Trollius europaeus).

## Naamgeving en etymologie
De botanische naam Trollius is een Latijnse vertaling van het Duitse Trollblume.

## Kenmerken

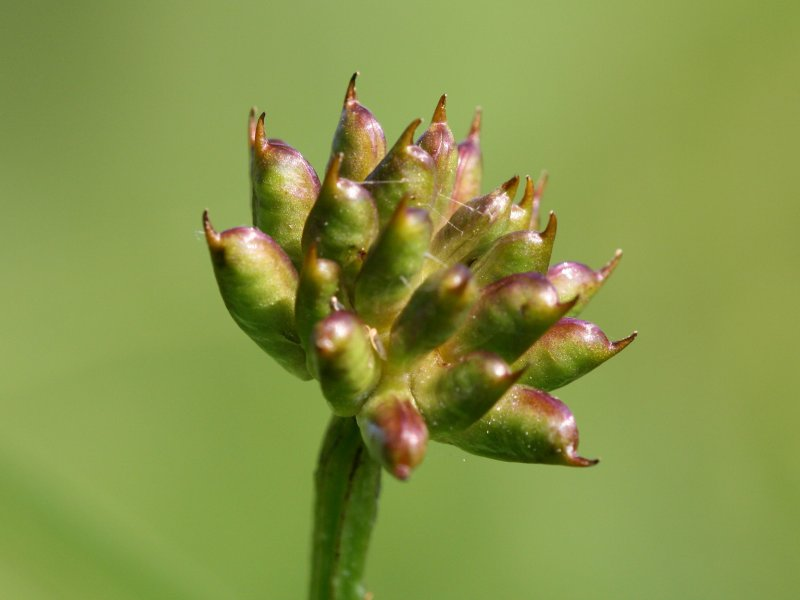
Trollius europaeus in vrucht

Trollius zijn overblijvende, kruidachtige planten die overwinteren met vlezige wortels. Ze bezitten een rechtopstaande, onbehaarde, soms vertakte stengel, langgesteelde en handvormig samengestelde grondbladeren met vijf tot zeven ovale, gelobde bladslipjes, en kleinere, verspreid staande, korter gesteelde tot zittende, handdelige stengelbladeren. 
De bloemen staan alleen of in kleine groepjes, aan het einde van de bloemstengel, opgericht, radiaal symmetrisch, en zonder schutbladen. De vijf tot negen kroonbladachtige kelkbladen zijn meestal geel maar soms ook wit, oranje, roodachtig of blauwpaars gekleurd, ovaal of rond van vorm, meestal wijd geopend maar bij sommige soorten naar binnen gekruld zodat de bloem een bolvorm krijgt. De kroonbladjes hebben dezelfde kleur als de kelkbladen, maar zijn veel kleiner, lijnvormig tot smal ovaal. Aan de basis van de kroonblaadjes bevinden zich honingklieren. 
Na de bloei wordt een trosje van gesnavelde kokervruchten gevormd.

## Habitat en verspreidingsgebied
Trollius komt voor in de gematigde streken van het noordelijk halfrond (Europa, Azië en Noord-Amerika).
Ze groeien vooral in open, vochtige hooilanden, lichte bossen en bronmoerassen.

## Soorten
Het geslacht telt een dertigtal soorten, waaronder: 
- Trollius acaulis Lindl (1842)
- Trollius albiflorus
- Trollius altaicus C. A. Mey (1831)
- Trollius altissimus Crantz
- Trollius asiaticus L. (1753)
- Trollius buddae
- Trollius caucasicus Stev. (1932)
- Trollius chinensis Bunge (1835)
- Trollius dschungaricus Regel (1880)
- Trollius europaeus L. (1753) (Europese trollius)
- Trollius farreri Stapf. (1928)
- Trollius japonicus Miquel (1876)
- Trollius laxus Salisb. (1807)
- Trollius ledebourii Rchb. (1825)
- Trollius lilacinus Bunge (1835)
- Trollius macropetalus
- Trollius micranthus
- Trollius paluster E.H.L. Krause
- Trollius papaverus Schipez.
- Trollius patulus Salisb. (1807)
- Trollius pumilus D.Don 51886)
- Trollius ranunculinus (Sm.) Steam (1941)
- Trollius ranunculoides
- Trollius riederianus
- Trollius taihasenzanensis
- Trollius vaginatus
- Trollius yunnanensis (Franch.) Ulbr. (1922)

... · T. europaeus (Europese trollius) · ...
... · Aconitum (Monnikskap) · Actaea · Adonis · Aquilegia (Akelei) · Anemone (Anemoon) · Caltha (Dotterbloem) · Clematis · Consolida (Ridderspoor) · Delphinium (Ridderspoor) · Eranthis · Helleborus (Nieskruid) · Hepatica · Myosurus · Nigella (Nigelle) · Pulsatilla · Ranunculus (Boterbloem) · Thalictrum (Ruit) · Trollius · ...